# Heinrich Kurella
Heinrich Kurella (* 21. Juni 1905 in Ahrweiler; † 28. Oktober 1937 in Butowo) war ein deutscher Politiker (KPD) und Journalist. Er war Redakteur bei der Roten Fahne und der Komintern-Zeitschrift Inprekorr.

## Leben
Kurella war Sohn des Arztes Hans Kurella und kam wie sein älterer Bruder Alfred Kurella über bürgerliche Jugendorganisationen zur kommunistischen Bewegung. Im September 1924 wurde er Mitglied der Kommunistischen Jugend Deutschlands (KJD). Ab Mitte der 1920er Jahre war er Redakteur der Parteizeitung Die Rote Fahne der KPD, deren Mitglied er im Januar 1928 wurde. Ab 1927 war Heinrich Kurella zunächst Übersetzer, dann Redakteur der Inprekorr. Auch seine Gefährtin Charlotte Gräfin Stenbock-Fermor war in der Redaktion von Inprekorr tätig. Innerhalb der KPD zählte Heinrich Kurella zur sogenannten Gruppe der Versöhnler.
1930 wurde Kurella wegen »Hochverrats« vom Reichsgericht zu Festungshaft in der Festung Gollnow verurteilt. Dort gehörte er zu den kommunistischen Gefangenen, die den nationalsozialistischen Leutnant Richard Scheringer davon überzeugten mit der NSDAP zu brechen und in die KPD einzutreten.
Anfang 1933 emigrierte Heinrich Kurella in die Schweiz, wo er Redakteur der Komintern-Zeitschrift »Rundschau für Politik, Wirtschaft und Arbeiterbewegung« war. In dieser Zeit befreundete sich das Paar Kurella/Stenbock-Fermor mit Heinz Neumann und seiner Gefährtin Margarete Buber-Neumann, obwohl Neumann im Auftrag der russischen Partei innerhalb der KPD gegen die »Versöhnler« vorgegangen war. 1934 emigrierten beide Paare in die Sowjetunion.
Kurella arbeitete in der Informationsabteilung des Exekutivkomitees der Kommunistischen Internationale (EKKI) und hielt trotz der »Kaltstellung« von Neumann den Kontakt aufrecht ebenso wie zu dem nach Moskau emigrierten Freund Heinrich Süßkind, der ab 1935 als »Versöhnler« und »Trotzkist« ins Visier der stalinistischen Säuberungen geriet. Dies brachte Kurella ein Parteiverfahren vor der Internationalen Kontrollkommission der Komintern ein und er wurde aus der KPD ausgeschlossen. Dass Kurella 1936 deutsche Kommunisten, die im ersten Moskauer Schauprozess angeklagt waren, denunziert hatte, rettete ihn ebenso wenig wie seine »Selbstkritik«, eigentlich Selbstbezichtigung: Er wurde im Juli 1937 im Zuge der Deutschen Operation vom NKWD verhaftet und am 28. Oktober 1937 wegen »Mitgliedschaft in einer konterrevolutionären Organisation« zum Tode verurteilt und noch am selben Tag erschossen. „Hedda Zinner erinnerte sich 1989, damals sei in Moskau davon gesprochen worden, Alfred  habe seinen Bruder Heinrich denunziert.“ Nach Aussagen von Martin Schaad gibt es für diese Behauptung in den Quellen allerdings keinerlei Hinweise. Am 19. November 1937 wurde ihm von den deutschen Behörden, obwohl schon tot, die deutsche Staatsangehörigkeit entzogen.
Das Militärkollegium des Obersten Gerichts der UdSSR rehabilitierte Kurella am 21. Juli 1956, daraufhin tat dies auch die Zentrale Parteikontrollkommission der SED im Oktober 1956, aber wie bei vielen der in der Sowjetunion hingerichteten deutschen Kommunisten nur »nichtöffentlich«.